# Джон Пат
Джон Пат (англ. John Part) — канадський професійний гравець у дартс, дворазовий чемпіон світу PDC (2003, 2008) та чемпіон світу BDO 1994 року. Також відомий під прізвиськом Darth Maple. Пат — перший в історії дартсу небританець, який став чемпіоном світу з дартсу.

## Кар'єра

### Рання кар'єра
Джон отримав мішень для дартсу в подарунок на різдво 1987 року від батьків. В Торонто він почав практикуватися в місці під назвою «The Unicorn» (також це назва його нинішнього спонсора). У 1991 році Джон виграв турнір Syracuse Open, а через два роки став «дартсменом № 1 в Канаді». Наступна перемога прийшла до Пата у 1993 році. У 1994 році, дебютувавши на чемпіонаті світу BDO, Джон Пат подолав у фіналі Боббі Джорджа з рахунком 6-0.

### Гра в PDC
На чемпіонаті світу PDC 2001 Джон Пат зміг дістатися до фіналу, в якому програв Філу Тейлору, що встановив рекорд у середній сумі кидків (107,46). У 2002 році на чемпіонаті світу Джон дійшов до чвертьфіналу, де його зупинив той же Тейлор. У 2003 Пат знову дійшов до фіналу і грав з Тейлором. Цього разу він переміг 7-6 і став дворазовим чемпіоном світу. На той момент він був першим чемпіоном світу PDC, який не є британцем (наступним небританцем, який виграв ЧС став Раймонд ван Барневельд).
У 2004 році Пат програв у першому ж раунді, 2005 програв у другому раунді, в 2006 в третьому, у 2007 знову в першому. У 2008 Джон Пат виграв свій третій титул і другий PDC, обігравши у фіналі Кірка Шеферда 7-2. Кірк Шеферд є досі наймолодшим фіналістом чемпіонату світу PDC. У 2009 вилетів у першому раунді, у 2010 — у другому, програвши Кірку Шеферду, в наступному році знову в першій же грі програв. У 2012 дійшов до чвертьфіналу, де програв Джеймсу Вейду; матч грався до вирішального лега (рахунок 4-4 по сетах, 5-5 за легами).